# آندرس دزاباتو
آندرس دزاباتو (انگلیسی: Andrés Desábato؛ زادهٔ ۳۰ مارس ۱۹۹۰) بازیکن فوتبال اهل آرژانتین است.
از باشگاه‌هایی که در آن بازی کرده‌است می‌توان به باشگاه فوتبال ولز سارسفیلد اشاره کرد.